# Лукашов, Юрий Николаевич
Юрий Николаевич Лукашов (29 декабря 1974, Мозырь, Гомельская область) — белорусский футболист, полузащитник, тренер.

## Биография
Воспитанник мозырского футбола, первый тренер — Андрей Борисович Галяк. На взрослом уровне начинал играть в первой половине 1990-х годов в клубе «Полесье» (Мозырь) в первой лиге Белоруссии. В сезоне 1994/95 мозырский клуб сотрудничал с игравшим в высшей лиге ФК «Бобруйск», и Лукашов вместе с группой игроков из Мозыря провёл несколько матчей за бобруйчан. В 1995 году вернулся в родной клуб, вышедший в высшую лигу и переименованный в МПКЦ, но не смог закрепиться в основном составе. В этот период МПКЦ становился серебряным призёром (1995) и чемпионом страны (1996). Часть сезона 1996 года футболист провёл на правах аренды за «Шахтёр» (Солигорск).
В 1997 году перешёл в могилёвский «Днепр», где выступал следующие шесть лет, сыграв более 150 матчей. Стал чемпионом Белоруссии 1998 года. В 2003—2005 годах играл за «Неман» (Гродно), а в 2006 году вернулся в «Днепр», где выступал до конца профессиональной карьеры. В 2007 году получил травму колена, после неё не смог выйти на прежний уровень и около года не мог закрепиться в основном составе, после чего завершил карьеру.
Всего в высшей лиге Белоруссии сыграл 286 матчей и забил 15 голов, из них 184 матча — за могилёвский клуб.
После завершения профессиональной карьеры некоторое время выступал в мини-футболе за «Цементник» (Кричев). В возрасте за 40 лет продолжал играть в чемпионате Могилёвской области за «Горки». Одновременно с этим начал тренерскую карьеру, работал в дубле «Днепра» и ассистентом тренера основной команды.
В 2014 году стал главным тренером могилёвского клуба, но команда провела неудачный сезон и вылетела из высшей лиги, и в феврале 2015 года тренер оставил пост. С ноября 2018 по январь 2019 года исполнял обязанности главного тренера «Днепра», команда в тот момент в очередной раз вылетела из высшей лиги. С 2019 году ассистировал Вячеславу Левчуку в клубе первой лиги «Спутник» (Речица).
Окончил Мозырский педагогический университет (1997) и курсы переподготовки при БГУФКе (2008). Имеет тренерскую лицензию «А».

## Личная жизнь
Женат, есть сын и дочь. Сын Антон также профессиональный футболист.